# (473035) 2015 HW73
(473035) 2015 HW73 es un asteroide perteneciente al cinturón de asteroides, descubierto el 2 de noviembre de 2007 por el equipo del Spacewatch desde el Observatorio Nacional de Kitt Peak, Arizona, Estados Unidos.

## Designación y nombre
Designado provisionalmente como 2015 HW73.

## Características orbitales
2015 HW73 está situado a una distancia media del Sol de 2,910 ua, pudiendo alejarse hasta 3,158 ua y acercarse hasta 2,661 ua. Su excentricidad es 0,085 y la inclinación orbital 3,089 grados. Emplea 1813 días en completar una órbita alrededor del Sol.

## Características físicas
La magnitud absoluta de 2015 HW73 es 17,038.